# Acacia multistipulosa
Acacia multistipulosa är en ärtväxtart som beskrevs av Mary Douglas Tindale och Bedward. Acacia multistipulosa ingår i släktet akacior, och familjen ärtväxter. Inga underarter finns listade i Catalogue of Life.